# Chung Yong-hwan
Chung Yong-hwan (정용환?, 鄭龍煥?; 10 febbraio 1960 – 7 giugno 2015) è stato un calciatore sudcoreano, di ruolo difensore.

## Statistiche

### Cronologia presenze e reti in nazionale
| Cronologia completa delle presenze e delle reti in nazionale ― Corea del Sud | Cronologia completa delle presenze e delle reti in nazionale ― Corea del Sud | Cronologia completa delle presenze e delle reti in nazionale ― Corea del Sud | Cronologia completa delle presenze e delle reti in nazionale ― Corea del Sud | Cronologia completa delle presenze e delle reti in nazionale ― Corea del Sud | Cronologia completa delle presenze e delle reti in nazionale ― Corea del Sud | Cronologia completa delle presenze e delle reti in nazionale ― Corea del Sud | Cronologia completa delle presenze e delle reti in nazionale ― Corea del Sud |
| Data                                                                         | Città                                                                        | In casa                                                                      | Risultato                                                                    | Ospiti                                                                       | Competizione                                                                 | Reti                                                                         | Note                                                                         |
| ---------------------------------------------------------------------------- | ---------------------------------------------------------------------------- | ---------------------------------------------------------------------------- | ---------------------------------------------------------------------------- | ---------------------------------------------------------------------------- | ---------------------------------------------------------------------------- | ---------------------------------------------------------------------------- | ---------------------------------------------------------------------------- |
| 6-6-1983                                                                     | Suwon                                                                        | Corea del Sud                                                                | 4 – 0                                                                        | Thailandia                                                                   | 1983 President's Cup                                                         | -                                                                            |                                                                              |
| 8-6-1983                                                                     | Seul                                                                         | Corea del Sud                                                                | 1 – 0                                                                        | Nigeria                                                                      | 1983 President's Cup                                                         | -                                                                            |                                                                              |
| 12-6-1983                                                                    | Jeonju                                                                       | Corea del Sud                                                                | 3 – 0                                                                        | Indonesia                                                                    | 1983 President's Cup                                                         | -                                                                            |                                                                              |
| 15-6-1983                                                                    | Seul                                                                         | Corea del Sud                                                                | 1 – 0                                                                        | Ghana                                                                        | 1983 President's Cup                                                         | -                                                                            |                                                                              |
| 29-7-1983                                                                    | Los Angeles                                                                  | Guatemala                                                                    | 1 – 1                                                                        | Corea del Sud                                                                | Amichevole                                                                   | -                                                                            |                                                                              |
| 3-8-1983                                                                     | Città del Guatemala                                                          | Guatemala                                                                    | 2 – 1                                                                        | Corea del Sud                                                                | Amichevole                                                                   | -                                                                            |                                                                              |
| 9-8-1983                                                                     | San José                                                                     | Costa Rica                                                                   | 1 – 1                                                                        | Corea del Sud                                                                | Amichevole                                                                   | -                                                                            |                                                                              |
| 4-10-1984                                                                    | Seul                                                                         | Corea del Sud                                                                | 5 – 0                                                                        | Camerun                                                                      | Amichevole                                                                   | -                                                                            |                                                                              |
| 10-10-1984                                                                   | Calcutta                                                                     | Corea del Sud                                                                | 6 – 0                                                                        | Yemen del Nord                                                               | Qual. Coppa d'Asia 1984                                                      | -                                                                            |                                                                              |
| 13-10-1984                                                                   | Calcutta                                                                     | Pakistan                                                                     | 0 – 6                                                                        | Corea del Sud                                                                | Qual. Coppa d'Asia 1984                                                      | -                                                                            |                                                                              |
| 16-10-1984                                                                   | Calcutta                                                                     | Corea del Sud                                                                | 0 – 0                                                                        | Malaysia                                                                     | Qual. Coppa d'Asia 1984                                                      | -                                                                            |                                                                              |
| 19-10-1984                                                                   | Calcutta                                                                     | India                                                                        | 0 – 1                                                                        | Corea del Sud                                                                | Qual. Coppa d'Asia 1984                                                      | -                                                                            |                                                                              |
| 2-12-1984                                                                    | Singapore                                                                    | Arabia Saudita                                                               | 1 – 1                                                                        | Corea del Sud                                                                | Coppa d'Asia 1984 - 1º turno                                                 | -                                                                            |                                                                              |
| 5-12-1984                                                                    | Singapore                                                                    | Corea del Sud                                                                | 0 – 0                                                                        | Kuwait                                                                       | Coppa d'Asia 1984 - 1º turno                                                 | -                                                                            |                                                                              |
| 7-12-1984                                                                    | Singapore                                                                    | Siria                                                                        | 1 – 0                                                                        | Corea del Sud                                                                | Coppa d'Asia 1984 - 1º turno                                                 | -                                                                            |                                                                              |
| 10-12-1984                                                                   | Singapore                                                                    | Qatar                                                                        | 0 – 1                                                                        | Corea del Sud                                                                | Coppa d'Asia 1984 - 1º turno                                                 | -                                                                            |                                                                              |
| 2-3-1985                                                                     | Kathmandu                                                                    | Nepal                                                                        | 0 – 2                                                                        | Corea del Sud                                                                | Qual. Mondiali 1986                                                          | -                                                                            |                                                                              |
| 10-3-1985                                                                    | Kuala Lumpur                                                                 | Malaysia                                                                     | 1 – 0                                                                        | Corea del Sud                                                                | Qual. Mondiali 1986                                                          | -                                                                            |                                                                              |
| 6-4-1985                                                                     | Seul                                                                         | Corea del Sud                                                                | 4 – 0                                                                        | Nepal                                                                        | Qual. Mondiali 1986                                                          | -                                                                            |                                                                              |
| 19-5-1985                                                                    | Seul                                                                         | Corea del Sud                                                                | 2 – 0                                                                        | Malaysia                                                                     | Qual. Mondiali 1986                                                          | -                                                                            |                                                                              |
| 6-6-1985                                                                     | Daejeon                                                                      | Corea del Sud                                                                | 3 – 2                                                                        | Thailandia                                                                   | 1985 President's Cup                                                         | -                                                                            |                                                                              |
| 8-6-1985                                                                     | Gwangju                                                                      | Corea del Sud                                                                | 3 – 0                                                                        | Bahrein                                                                      | 1985 President's Cup                                                         | -                                                                            |                                                                              |
| 15-6-1985                                                                    | Seul                                                                         | Corea del Sud                                                                | 2 – 0                                                                        | Iraq                                                                         | 1985 President's Cup                                                         | -                                                                            |                                                                              |
| 21-7-1985                                                                    | Seul                                                                         | Corea del Sud                                                                | 2 – 0                                                                        | Indonesia                                                                    | Qual. Mondiali 1986                                                          | -                                                                            |                                                                              |
| 30-7-1985                                                                    | Giacarta                                                                     | Indonesia                                                                    | 1 – 4                                                                        | Corea del Sud                                                                | Qual. Mondiali 1986                                                          | -                                                                            |                                                                              |
| 26-10-1985                                                                   | Tokyo                                                                        | Giappone                                                                     | 1 – 2                                                                        | Corea del Sud                                                                | Qual. Mondiali 1986                                                          | 1                                                                            |                                                                              |
| 3-11-1985                                                                    | Seul                                                                         | Corea del Sud                                                                | 1 – 0                                                                        | Giappone                                                                     | Qual. Mondiali 1986                                                          | -                                                                            |                                                                              |
| 3-12-1985                                                                    | Los Angeles                                                                  | Messico                                                                      | 2 – 1                                                                        | Corea del Sud                                                                | Amichevole                                                                   | -                                                                            |                                                                              |
| 8-12-1985                                                                    | Irapuato                                                                     | Ungheria                                                                     | 1 – 0                                                                        | Corea del Sud                                                                | Messico Tournament                                                           | -                                                                            | 46’                                                                          |
| 11-12-1985                                                                   | Guadalajara                                                                  | Messico                                                                      | 2 – 1                                                                        | Corea del Sud                                                                | Messico Tournament                                                           | -                                                                            | 83’                                                                          |
| 13-12-1985                                                                   | Ciudad Nezahualcóyotl                                                        | Corea del Sud                                                                | 2 – 0                                                                        | Algeria                                                                      | Messico Tournament                                                           | -                                                                            |                                                                              |
| 2-6-1986                                                                     | Città del Messico                                                            | Argentina                                                                    | 3 – 1                                                                        | Corea del Sud                                                                | Mondiali 1986 - 1º Turno                                                     | -                                                                            |                                                                              |
| 5-6-1986                                                                     | Città del Messico                                                            | Corea del Sud                                                                | 1 – 1                                                                        | Bulgaria                                                                     | Mondiali 1986 - 1º Turno                                                     | -                                                                            |                                                                              |
| 10-6-1986                                                                    | Puebla                                                                       | Corea del Sud                                                                | 2 – 3                                                                        | Italia                                                                       | Mondiali 1986 - 1º Turno                                                     | -                                                                            |                                                                              |
| 28-9-1986                                                                    | Pusan                                                                        | Cina                                                                         | 2 – 4                                                                        | Corea del Sud                                                                | Giochi asiatici 1986                                                         | -                                                                            | 77’                                                                          |
| 10-6-1987                                                                    | Masan                                                                        | Corea del Sud                                                                | 0 – 0                                                                        | Egitto                                                                       | 1987 President's Cup                                                         | -                                                                            |                                                                              |
| 12-6-1987                                                                    | Pusan                                                                        | Corea del Sud                                                                | 1 – 0                                                                        | Stati Uniti                                                                  | 1987 President's Cup                                                         | -                                                                            |                                                                              |
| 14-6-1987                                                                    | Daejeon                                                                      | Corea del Sud                                                                | 4 – 2                                                                        | Thailandia                                                                   | 1987 President's Cup                                                         | -                                                                            | 46’                                                                          |
| 21-6-1987                                                                    | Seul                                                                         | Corea del Sud                                                                | 1 – 1 dts (5-4 dtr)                                                          | Australia                                                                    | 1987 President's Cup                                                         | -                                                                            |                                                                              |
| 17-12-1987                                                                   | Kuala Lumpur                                                                 | Malaysia                                                                     | 0 – 1                                                                        | Corea del Sud                                                                | Pestabola Merdeka 1987                                                       | -                                                                            |                                                                              |
| 26-10-1988                                                                   | Tokyo                                                                        | Giappone                                                                     | 0 – 1                                                                        | Corea del Sud                                                                | Korea-Japan Annual Match                                                     | -                                                                            |                                                                              |
| 3-12-1988                                                                    | Doha                                                                         | Emirati Arabi Uniti                                                          | 0 – 1                                                                        | Corea del Sud                                                                | Coppa d'Asia 1988 - 1º turno                                                 | -                                                                            |                                                                              |
| 5-12-1988                                                                    | Doha                                                                         | Corea del Sud                                                                | 2 – 0                                                                        | Giappone                                                                     | Coppa d'Asia 1988 - 1º turno                                                 | -                                                                            |                                                                              |
| 9-12-1988                                                                    | Doha                                                                         | Qatar                                                                        | 2 – 3                                                                        | Corea del Sud                                                                | Coppa d'Asia 1988 - 1º turno                                                 | -                                                                            | ?’                                                                           |
| 11-12-1988                                                                   | Doha                                                                         | Corea del Sud                                                                | 2 – 3                                                                        | Iran                                                                         | Coppa d'Asia 1988 - 1º turno                                                 | -                                                                            |                                                                              |
| 14-12-1988                                                                   | Doha                                                                         | Corea del Sud                                                                | 2 – 1                                                                        | Cina                                                                         | Coppa d'Asia 1988 - Semifinali                                               | -                                                                            |                                                                              |
| 18-12-1988                                                                   | Doha                                                                         | Corea del Sud                                                                | 0 – 0 dts (3-4 dtr)                                                          | Arabia Saudita                                                               | Coppa d'Asia 1988 - Finali                                                   | -                                                                            |                                                                              |
| 5-5-1989                                                                     | Seul                                                                         | Corea del Sud                                                                | 1 – 0                                                                        | Giappone                                                                     | Korea-Japan Annual Match                                                     | -                                                                            |                                                                              |
| 23-5-1989                                                                    | Seul                                                                         | Corea del Sud                                                                | 3 – 0                                                                        | Singapore                                                                    | Qual. Mondiali 1990                                                          | -                                                                            |                                                                              |
| 25-5-1989                                                                    | Seul                                                                         | Corea del Sud                                                                | 9 – 0                                                                        | Nepal                                                                        | Qual. Mondiali 1990                                                          | 1                                                                            | 46’                                                                          |
| 27-5-1989                                                                    | Seul                                                                         | Corea del Sud                                                                | 3 – 0                                                                        | Malaysia                                                                     | Qual. Mondiali 1990                                                          | -                                                                            |                                                                              |
| 5-6-1989                                                                     | Singapore                                                                    | Malaysia                                                                     | 0 – 3                                                                        | Corea del Sud                                                                | Qual. Mondiali 1990                                                          | -                                                                            |                                                                              |
| 10-8-1989                                                                    | Los Angeles                                                                  | Messico                                                                      | 4 – 2                                                                        | Corea del Sud                                                                | 1989 Marlboro Cup                                                            | -                                                                            |                                                                              |
| 13-8-1989                                                                    | Los Angeles                                                                  | Stati Uniti                                                                  | 1 – 2                                                                        | Corea del Sud                                                                | 1989 Marlboro Cup                                                            | -                                                                            |                                                                              |
| 16-9-1989                                                                    | Seul                                                                         | Corea del Sud                                                                | 0 – 1                                                                        | Egitto                                                                       | Amichevole                                                                   | -                                                                            |                                                                              |
| 13-10-1989                                                                   | Singapore                                                                    | Corea del Sud                                                                | 0 – 0                                                                        | Qatar                                                                        | Qual. Mondiali 1990                                                          | -                                                                            |                                                                              |
| 16-10-1989                                                                   | Singapore                                                                    | Corea del Sud                                                                | 1 – 0                                                                        | Corea del Nord                                                               | Qual. Mondiali 1990                                                          | -                                                                            |                                                                              |
| 20-10-1989                                                                   | Singapore                                                                    | Cina                                                                         | 0 – 1                                                                        | Corea del Sud                                                                | Qual. Mondiali 1990                                                          | -                                                                            | 85’                                                                          |
| 25-10-1989                                                                   | Singapore                                                                    | Arabia Saudita                                                               | 0 – 2                                                                        | Corea del Sud                                                                | Qual. Mondiali 1990                                                          | -                                                                            |                                                                              |
| 28-10-1989                                                                   | Singapore                                                                    | Emirati Arabi Uniti                                                          | 1 – 1                                                                        | Corea del Sud                                                                | Qual. Mondiali 1990                                                          | -                                                                            |                                                                              |
| 4-2-1990                                                                     | La Valletta                                                                  | Corea del Sud                                                                | 2 – 3                                                                        | Norvegia                                                                     | Rothmans Tournament                                                          | -                                                                            |                                                                              |
| 12-6-1990                                                                    | Verona                                                                       | Belgio                                                                       | 2 – 0                                                                        | Corea del Sud                                                                | Mondiali 1990 - 1º turno                                                     | -                                                                            |                                                                              |
| 3-8-1990                                                                     | Pechino                                                                      | Cina                                                                         | 1 – 1 dts (4-5 dtr)                                                          | Corea del Sud                                                                | Coppa Dinastia 1990                                                          | -                                                                            |                                                                              |
| 9-9-1990                                                                     | Pusan                                                                        | Corea del Sud                                                                | 1 – 0                                                                        | Australia                                                                    | Amichevole                                                                   | -                                                                            |                                                                              |
| 23-9-1990                                                                    | Pechino                                                                      | Corea del Sud                                                                | 7 – 0                                                                        | Singapore                                                                    | Giochi asiatici 1990                                                         | -                                                                            | 82’                                                                          |
| 25-9-1990                                                                    | Pechino                                                                      | Pakistan                                                                     | 0 – 7                                                                        | Corea del Sud                                                                | Giochi asiatici 1990                                                         | -                                                                            | 65’                                                                          |
| 1-10-1990                                                                    | Pechino                                                                      | Corea del Sud                                                                | 1 – 0                                                                        | Kuwait                                                                       | Giochi asiatici 1990                                                         | -                                                                            |                                                                              |
| 3-10-1990                                                                    | Pechino                                                                      | Corea del Sud                                                                | 0 – 1                                                                        | Iran                                                                         | Giochi asiatici 1990                                                         | -                                                                            |                                                                              |
| 5-10-1990                                                                    | Pechino                                                                      | Corea del Sud                                                                | 1 – 0                                                                        | Thailandia                                                                   | Giochi asiatici 1990                                                         | -                                                                            |                                                                              |
| 11-10-1990                                                                   | Pyongyang                                                                    | Corea del Nord                                                               | 2 – 1                                                                        | Corea del Sud                                                                | Amichevole                                                                   | -                                                                            |                                                                              |
| 23-10-1990                                                                   | Seul                                                                         | Corea del Sud                                                                | 1 – 0                                                                        | Corea del Nord                                                               | Amichevole                                                                   | -                                                                            |                                                                              |
| 22-8-1992                                                                    | Pechino                                                                      | Corea del Sud                                                                | 0 – 0                                                                        | Giappone                                                                     | Coppa Dinastia 1992                                                          | -                                                                            |                                                                              |
| 24-8-1992                                                                    | Pechino                                                                      | Corea del Nord                                                               | 1 – 1                                                                        | Corea del Sud                                                                | Coppa Dinastia 1992                                                          | -                                                                            |                                                                              |
| 26-8-1992                                                                    | Pechino                                                                      | Cina                                                                         | 0 – 2                                                                        | Corea del Sud                                                                | Coppa Dinastia 1992                                                          | -                                                                            |                                                                              |
| 29-8-1992                                                                    | Pechino                                                                      | Giappone                                                                     | 2 – 2 dts (4-2 dtr)                                                          | Corea del Sud                                                                | Coppa Dinastia 1992                                                          | -                                                                            |                                                                              |
| 9-3-1993                                                                     | Vancouver                                                                    | Canada                                                                       | 0 – 2                                                                        | Corea del Sud                                                                | Amichevole                                                                   | -                                                                            |                                                                              |
| 11-3-1993                                                                    | Victoria                                                                     | Canada                                                                       | 2 – 0                                                                        | Corea del Sud                                                                | Amichevole                                                                   | -                                                                            |                                                                              |
| Totale                                                                       |                                                                              | Presenze                                                                     | 77                                                                           |                                                                              | Reti                                                                         | 2                                                                            |                                                                              |